# Ozero Orechovno (sjö i Vitryssland)
Ozero Orechovno (ryska: Озеро Ореховно) är en sjö i Belarus.   Den ligger i voblasten Vitsebsks voblast, i den norra delen av landet, 170 km norr om huvudstaden Minsk. Ozero Orechovno ligger 132 meter över havet. Arean är 0,32 kvadratkilometer. Den ligger vid sjön Ozero Lesovo. Den sträcker sig 0,7 kilometer i nord-sydlig riktning, och 0,6 kilometer i öst-västlig riktning.
Omgivningarna runt Ozero Orechovno är en mosaik av jordbruksmark och naturlig växtlighet. Runt Ozero Orechovno är det ganska tätbefolkat, med 72 invånare per kvadratkilometer.